# Agabus caraboides
Agabus caraboides är en skalbaggsart som beskrevs av Sharp 1882. Agabus caraboides ingår i släktet Agabus och familjen dykare. Inga underarter finns listade i Catalogue of Life.